# Frontilabrus caeruleus
Frontilabrus caeruleus е вид лъчеперка от семейство Labridae, единствен представител на род Frontilabrus.

## Разпространение
Видът е разпространен в Индия и Малдиви.